# Kampioenschap van Zürich 1987
Het Kampioenschap van Zürich 1987 was de 74ste editie van deze wielerkoers (ook wel bekend als Züri-Metzgete) en werd verreden op 3 mei, in en rond Zürich, Zwitserland. De koers was 273,5 kilometer lang. Aan de start stonden 213 renners, van wie slechts 29 de finish bereikten.

## Uitslag
| Kampioenschap van Zürich 1987 |                            |                  |            |
| Plaats                        | Naam                       | Ploeg            | Tijd       |
| Winnaar                       | Rolf Gölz                  | Superconfex-Yoko | 7u 04' 40" |
| 2                             | Raúl Alcalá                | 7-Eleven         | + 1' 00"   |
| 3                             | Camillo Passera            |                  | z.t.       |
| 4                             | Jean-Philippe Vandenbrande |                  | z.t.       |
| 5                             | Edwig Van Hooydonck        | Superconfex-Yoko | z.t.       |
| 6                             | Jiří Škoda                 |                  | z.t.       |
| 7                             | Dag Otto Lauritzen         | 7-Eleven         | z.t.       |
| 8                             | Othmar Häfliger            |                  | z.t.       |
| 9                             | Jan Siemons                | PDM-Concorde     | z.t.       |
| 10                            | Steve Bauer                | Toshiba          | + 3' 48"   |